# Baczana Chorawa
Baczana Chorawa (ur. 15 marca 1993) – gruziński lekkoatleta specjalizujący się w skoku w dal. Okazjonalnie występuje także w biegach sprinterskich. 
W 2015 zdobył brązowy medal młodzieżowych mistrzostw Europy w Tallinnie. Rok później został mistrzem małych krajów Europy.
Złoty medalista mistrzostw Gruzji oraz reprezentant kraju na drużynowych mistrzostwach Europy.
Rekordy życiowe: stadion – 8,24 (29 maja 2021, Tbilisi); hala – 8,25 (7 lutego 2016, Tbilisi). Rezultaty Chorawy są aktualnymi rekordami Gruzji.

## Osiągnięcia
| Rok  | Impreza                                | Miejsce        | Pozycja           | Wynik |
| ---- | -------------------------------------- | -------------- | ----------------- | ----- |
| 2015 | Halowe mistrzostwa Europy              | Praga          | el. – 15. miejsce | 7,63  |
| 2015 | III liga drużynowych mistrzostw Europy | Baku           | 1. miejsce        | 7,64  |
| 2015 | Młodzieżowe mistrzostwa Europy         | Tallinn        | 3. miejsce        | 7,97  |
| 2016 | Mistrzostwa małych krajów Europy       | Marsa          | 1. miejsce        | 8,02  |
| 2016 | Igrzyska olimpijskie                   | Rio de Janeiro | el. – 19. miejsce | 7,77  |
| 2017 | Halowe mistrzostwa Europy              | Belgrad        | el. –             | DNS   |